# Sporophagomyces lanceolatus
Sporophagomyces lanceolatus är en svampart som först beskrevs av Rogerson & Samuels, och fick sitt nu gällande namn av K. Põldmaa & Samuels 1999. Sporophagomyces lanceolatus ingår i släktet Sporophagomyces och familjen Hypocreaceae.   Inga underarter finns listade i Catalogue of Life.